# RNA 의존적 RNA 중합효소
RNA 의존적 RNA 중합효소(RNA-dependent RNA polymerase, RdRp)는 RNA를 주형으로 RNA를 복제하는 효소로서, 고세균과 일부 바이러스에서 발견된다. 이 효소의 발견은 센트럴 도그마에 위배되는 사례 중 하나로, 일반적으로 DNA를 주형으로 유전물질을 발현하는 사례의 예외에 해당한다.
폴리오바이러스와 멩고바이러스에서 발견된 이 효소들은, DNA를 주형으로 전사하는 엑티노 마이신의 영향을 받지 않으며 진화적으로 보존된 서열이 대부분이다. 이는 텔로미어를 재생하는 텔로머레이즈과 직접 관련 있기도 한 효소들로 알려져있기도 하다.
1. ↑  Tzertzinis G, Tabor S, Nichols NM. RNA-dependent DNA polymerases. Curr Protoc Mol Biol. 2008 Oct;Chapter 3:Unit3.7. doi: 10.1002/0471142727.mb0307s84. PMID: 18972389
2. ↑  Suttle, C. Viruses in the sea. Nature 437, 356–361 (2005). https://doi.org/10.1038/nature04160